# 13642 Ріккі
13642 Ріккі (13642 Ricci) — астероїд головного поясу, відкритий 19 квітня 1996 року.
Тіссеранів параметр щодо Юпітера — 3,216.